# Ivor Jennings
Sir William Ivor Jennings (* 16. Mai 1903 in Bristol; † 19. Dezember 1965 in Cambridge) war ein britischer Rechtsanwalt, Verfassungsrechtler und Hochschulkanzler.

## Leben und Wirken
Nach dem Schulbesuch in Bristol studierte Ivor Jennings Rechtswissenschaft an der Universität Cambridge. Bereits 1925 begann seine berufliche Tätigkeit als Dozent für Rechtswissenschaft an der Universität Leeds und wechselte dann 1929 als Dozent an die London School of Economics, nachdem er ein Jahr zuvor (1928) die Zulassung als Barrister erhalten hatte. Schnell entwickelte er sich zum Experten für das Verfassungsrecht und dozierte an verschiedenen in- und ausländischen Universitäten. Die britische Regierung entsandte ihn ab 1940 nach Sri Lanka (Ceylon), zu jener Zeit eine Kolonie Großbritanniens. Dort sollte er als Rektor des Ceylon University College nach dem Muster der University of London die University of Ceylon aufbauen (später: University of Colombo). Während seiner bis 1955 währenden Tätigkeit in Sri Lanka half Jennings außerdem bei der Entstehung der Verfassung des 1947/48 in die Unabhängigkeit entlassenden Sri Lankas. Vor seiner Heimkehr nach Großbritannien wurde ihm die Ehrendoktorwürde der University of Ceylon zuteil.
In Großbritannien wurde Ivor Jennings Master des Trinity College der Universität Cambridge und während einer Amtszeit Vizekanzler dieser Universität. 1962 wurde er zum Professor ernannt.
Im Jahre 1948 wurde Jennings zum Knight Bachelor („Sir“) geschlagen und 1949 zum Kronanwalt ernannt. 1955 wurde er als Knight Commander des Order of the British Empire (KBE) ausgezeichnet.
Er veröffentlichte eine Reihe von Büchern über die britische Verfassung und das dortige politische System, die meist in mehreren Auflagen erschienen und z. T. in die deutsche Sprache übersetzt wurden.

## Veröffentlichungen
- A federation for Western Europe. Cambridge University Press, Cambridge 1940.
- Die britische Verfassung. Schöningh, Paderborn 1946.
- Principles of local government law. 3. Auf. University of London Press, London 1947.
- Cabinet government. Cambridge University Press, Cambridge 1947 (3. Aufl. 1959).
- The law and the constitution. 3. Aufl. University of London Press, London 1947 (5. Aufl. 1959).
- The British Commonwealth of Nations. Hutchinson, London 1948 (4. Aufl. 1961).
- The Constitution of Ceylon. Oxford University Press, Oxford 1951.
- The economy of Ceylon. Oxford University Press, London 1951.
- (mit Henry W. Tambiah): The Dominion of Ceylon. The development of its laws and constitution. Stevens, London 1952.
- The Commonwealth in Asia. Clarendon, Oxford 1952.
- The Queen's government. Penguin Books, London 1954.
- The approach to self-government. Cambridge University Press, Cambridge 1956.
- Constitutional problems in Pakistan. Cambridge University Press, Cambridge 1957.
- Parliament. 2. Aufl. Cambridge University Press, Cambridge 1957 (2. Aufl. 1961).
- (Mit Gerhard A. Ritter): Das britische Regierungssystem. Zwei Bände (= Die Wissenschaft von der Politik, Bd. 4). Westdeutscher Verlag, Köln 1958 (2. überarb. u. erw. Aufl. 1970).
- Party politics. Drei Bände. Cambridge University Press, Cambridge 1960–1962.
- The British constitution. 4. Aufl. Cambridge University Press, Cambridge 1962.
- Democracy in Africa. Cambridge University Press, Cambridge 1963.
- Die Umwandlung von Geschichte in Gesetz. Westdeutscher Verlag, Köln 1965.
- The road to Peradeniya. An autobiography, edited and introduced by H.A.I. Goonetileke. Lake House Investments, Colombo 2005, ISBN 955-552-114-X.
- Constitution-maker. Selected writings of Sir Ivor Jennings. Cambridge University Press, Cambridge 2014, ISBN 1-107-09111-X.
- The road to temple trees. Sir Ivor Jennings and the constitutional development of Ceylon. Selected writings. Centre for Policy Alternatives (CPA), Colombo 2015, ISBN 978-955-4746-50-3.